# Jiaozhou (Qingdao)
Jiaozhou (胶州 ; pinyin: Jiāozhōu) er en by på amtsniveau i provinsen Shandong i Folkerepublikken Kina. Det ligger under den subprovinsielle by Qingdao.
Befolkningen var i 1999 på 754.669.

## Fodnoter
1. ↑  National Population Statistics Materials by County and City – 1999 Period, i China County & City Population 1999, Harvard China Historical GIS

36°14′53″N 119°57′45″Ø / 36.2481°N 119.9625°Ø